# Crime tentado
Crime tentado é o crime que, tendo sido iniciada sua execução, não se consumou por circunstâncias alheias à vontade do agente, nos termos do artigo 14, inciso II, do Código Penal Brasileiro.
A tentativa é uma adequação típica de subordinação mediata ou indireta ( seria imediata ou direta, caso a conduta se adequasse perfeitamente com a consumação prevista na abstração formal do tipo penal) - (uma norma de extensão).
São elementos do crime tentado 
-Primeiro elemento do crime tentando = início execução
-Segundo elemento do crime tentado = não consumação por circunstância alheia à vontade do agente
-Terceiro elemento do crime tentado = dolo em relação ao crime total.
Espécies de tentativa:
Tentativa perfeita ou acabada ou crime falho: quando o agente faz TODOS OS ATOS executórios, porém não consegue consumar por circunstâncias alheias a sua vontade.
Tentativa imperfeita ou inacabada: INICIADOS OS ATOS executórios, o agente não consegue esgotá-lo.
Tentativa Branca ou Incruenta: a vítima não é atingida, nem vem a sofrer ferimentos. A tentativa branca pode ser perfeita ou imperfeita>se o agente comete todos os atos executórios mas não atinge a vitima, tem se a tentativa branca perfeita; se não consegue praticar todos os atos executórios nem atingir a vitima, tem se a tentativa branca imperfeita.
Tentativa cruenta ou vermelha, Ocorre quando atinge o bem jurídico tutelado, a vitima é ferida. Pode também ser tentativa cruenta perfeita ou tentativa cruenta imperfeita.
Tentativa  Inidônea ou Crime Impossível : É a tentativa propriamente dita em que o agente inicia a execução (sendo possível alcançar a consumação ) mas não consuma o crime por circunstancias alheias a sua vontade. Ex. Meio – matar com um palito; Ex. Objeto – matar um morto.
```
TENTATIVAS ABANDONADAS – quando o agente inicia a execução mas não consuma por interferência de sua própria vontade. São espécies de tentativas abandonadas:
```

Desistência Vonluntária (art.15 do CP): ocorre quando o agente desiste de continuar, respondendo somente pelos atos já praticados.
Arrependimento eficaz (art.15 do CP): ocorre quando o agente desiste e ajuda a vítima a se reabilitar para que não haja consumação.
Arrependimento Posterior (art. 16 do CP) , é uma causa de diminuição de pena, que ocorre nos crimes cometidos sem violência ou grave ameaça a pessoa, em que o agente, voluntariamente, repara o dano ou restitui a coisa até o recebimento da denuncia ou queixa. Requisitos: - crimes cometidos sem violência ou grave ameaça a pessoa ;  Reparação do dano ou restituição da coisa ( a reparação tem que ser integral, salvo se a vitima aceitar parte);    - voluntariedade do agente , também não significa espontaneidade, valendo também a restituição ou reparação realizado por terceiro com o conhecimento e consentimento do agente; 	 até o recebimento da denuncia o queixa.
FONTE: resumos de Direito Faculdade ICEC